# Велике Ситно
Велике Ситно (біл. Вялікае Сітна) — село у Полоцькому районі Вітебської області Білорусі.

## Географія
Розташоване на березі озера Ситно, на відстані 4 км від річки Полота, недалеко від кордону з Росією.
Через подібність назви з Малим Ситно іноді помилково вважають поселенням, що утворився на місці укріплення XVI століття.

## Відомі уродженці
- Рудаков Анатолій Родіонович (1950—2021) — радянський та російський актор театру і кіно, кінопродюсер, заслужений артист Росії (1996).